# Otto von Ribbeck
Otto Wilhelm von Ribbeck (* 10. Mai 1815 in Horst bei Kyritz; † 26. Mai 1873 in Halle (Saale)) war preußischer Generalmajor.

## Leben

### Herkunft
Otto war ein Sohn von Hans Georg von Ribbeck (1776–1838) und dessen Ehefrau Luise, geborene von Redern (1778–1857). Sein Vater war Erbherr auf Dahlhausen, Horst und Blumenthal.

### Werdegang
Ribbeck kam am 10. August 1830 Kadett nach Berlin, wo er als Pensionär lebte. Am 14. August 1834 wurde er als Sekondeleutnant dem Leib-Husaren-Regiment der Preußischen Armee aggregiert und am 18. März 1835 einrangiert. Vom 1. Oktober 1842 bis zum 30. September 1844 war er zum Besuch der Vorlesungen an der Tierarzneischule abkommandiert und avancierte bis Ende Juni 1852 zum Rittmeister und Eskadronchef. Ribbeck erhielt am 11. Juni 1858 den Charakter als Major, am 12. Juli das Patent seines Dienstgrades und kam am 19. Mai 1959 als etatsmäßiger Stabsoffizier in das 3. Husaren-Regiment. Während der Mobilmachung anlässlich des Sardinischen Krieges  war Ribbeck Kommandeur des 3. Landwehr-Husaren-Regiments.
Am 24. Juli 1861 wurde er als Kommandeur in das Dragoner-Regiment Nr. 7 nach Stendal versetzt. In dieser Eigenschaft stieg Ribbeck bis Mitte Juni 1865 zum Oberst auf und nahm im Jahr darauf am Deutschen Krieg teil. Für sein Wirken erhielt er am 20. September 1866 die Schwerter zum Roten Adlerorden III. Klasse. Unter Verleihung des Charakters als Generalmajor wurde er am 9. Januar 1868 mit Pension zur Disposition gestellt. Am 24. Juli 1869 wurde ihm sein Abschied mit Pension bewilligt.

### Familie
Er heiratete am 10. Oktober 1860 auf Langenoels Henriette Detert (1828–1868), eine Tochter des Johann Heinrich Detert auf Boek in Mecklenburg-Schwerin. Das Paar hatte mehrere Kinder:
- Henriette Luise Martha (1861–1945) ⚭ 1885 Wilhelm Emil Ferdinand Coch, Oberjustizrat, Eltern von Friedrich Coch
- Hans Georg (1862–1874), preußischer Kadett
- Julius Heinrich Fritz Ludwig (1865–1867)

Nach dem Tod seiner ersten Frau heiratete er am 9. Mai 1870 in Osterhausen Bertha Schmidt (1837–1906). Das Paar hatte einen Sohn:
- Wilhelm Otto Max (1872–1945), preußischer Hauptmann ⚭ 1904 Yelva Schmidt-Hansen (* 1879)